# 卢伊尼亚克
卢伊尼亚克（法語：Louignac，法語發音：[lwiɲak]）是法国科雷兹省的一个市镇，位于该省西部，和多尔多涅省接壤，属于布里夫拉盖亚尔德区。

## 地理
卢伊尼亚克（45°13'39"N, 1°16'50"E）面积21.91 平方千米，位于法国新阿基坦大区科雷兹省，该省份为法国中南部省份，北起上维埃纳省和克勒兹省，西接多爾多涅省，南至洛特省，东临多姆山省和康塔爾省。
与卢伊尼亚克接壤的市镇（或旧市镇、城区）包括：艾昂、布里尼亚克-拉普莱讷、佩尔珀扎克勒布朗、圣罗贝尔、巴德福勒当斯、库茹尔、维拉克。

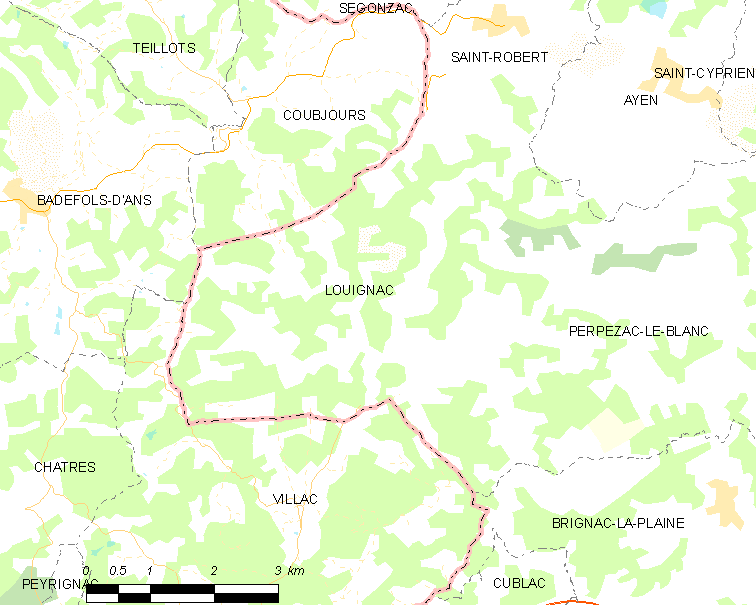
卢伊尼亚克的OSM定位图

卢伊尼亚克的时区为UTC+01:00、UTC+02:00（夏令时）。

## 行政
卢伊尼亚克的邮政编码为19310，INSEE市镇编码为19120。

## 政治
卢伊尼亚克所属的省级选区为利桑多奈县。

## 人口

1962-2008年间卢伊尼亚克人口变化图示

卢伊尼亚克于2022年1月1日时的人口数量为244人。